# Kölner Hafen
Die Kölner Häfen am Rhein umfassen mit einer Wasserfläche von 877.000 m² und einer Landfläche von 1,307 km² eine Fläche von mehr als zwei Quadratkilometern und dienen ausschließlich dem Güterumschlag. Hotel-, Fahrgast- und Verwaltungsschiffe (Personenschiffe) nutzen die in einem Belegungsplan festgelegten Schiffsanleger. Die Kölner Häfen liegen kumuliert im Güterumschlag an zweiter Stelle nach dem Duisburger Hafen und machen Köln neben dem Hamburger Hafen zum zweitgrößten Binnenhafen Deutschlands. Anders als in Duisburg nutzen die Kölner Häfen mehrere Standorte.
Die Kölner Häfen sind die ältesten Häfen des Rheins, sie entstanden bereits während der Römerzeit.

## Römerzeit
Bei Ausgrabungen wegen des Baus einer neuen Strecke der Stadtbahn Köln fand man am Kurt-Hackenberg-Platz (Altstadt-Nord) im April 2008 in 13 Metern Tiefe ein römisches Hafentor und weitere Reste aus der Zeit nach 150 n. Chr. Dabei kam zum Vorschein, dass die Tore an der Kölner Hafenfront – aus offenkundig wohlüberlegten statischen Gründen – nicht über die Stadtmauerachse der Rheinaue hinausgriffen. Der Turmbau in der Mauer diente der Torsicherung; das zweiflügelige 2,7 Meter breite Holztor öffnete sich einerseits zu den Kaianlagen im Hafen, andererseits war es mit der – heute am Römisch-Germanischen Museum ausgelegten – römischen basaltgepflasterten Hafenstraße verbunden. Sie mündete in den Cardo maximus. Im Verhältnis zur etwa 8 Meter hohen Stadtmauer ist für das Hafentor eine Höhe von etwa 13,5 Metern anzunehmen. Untersuchungen der Universität zu Köln an über 150 gefundenen Eichenpfählen der Bohlenwand belegen eine einheitliche Fällkampagne für das Jahr 89 n. Chr. Die rheinseitige Stadtmauer ist daher zusammen mit dem Hafentor und dem Kanalauslass im letzten Jahrzehnt des 1. Jahrhunderts n. Chr. errichtet worden.

Erstes Jahrhundert der römischen Zeit Kölns
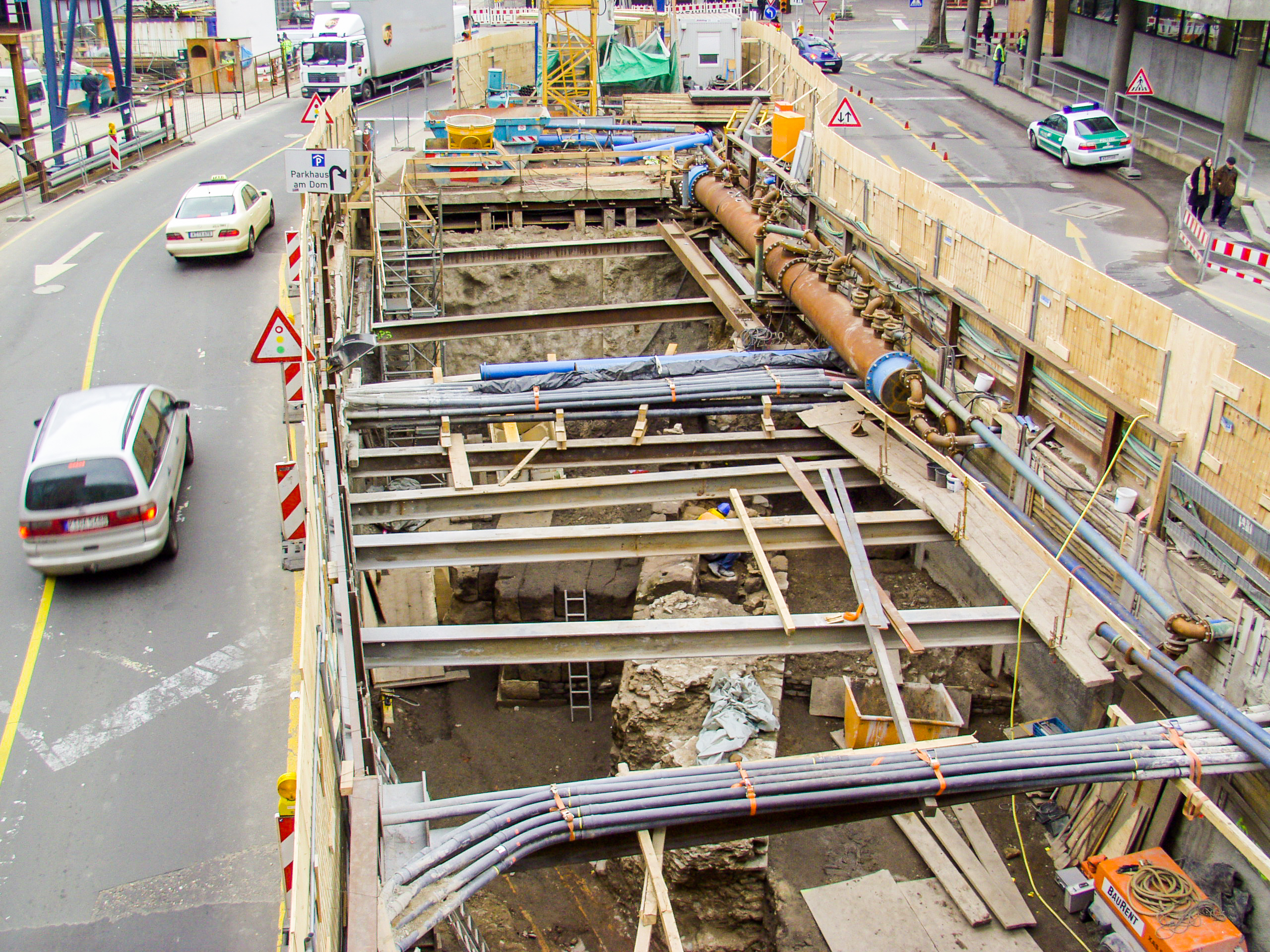
Ausgrabung des Hafentores am Kurt-Hackenberg-Platz 2008
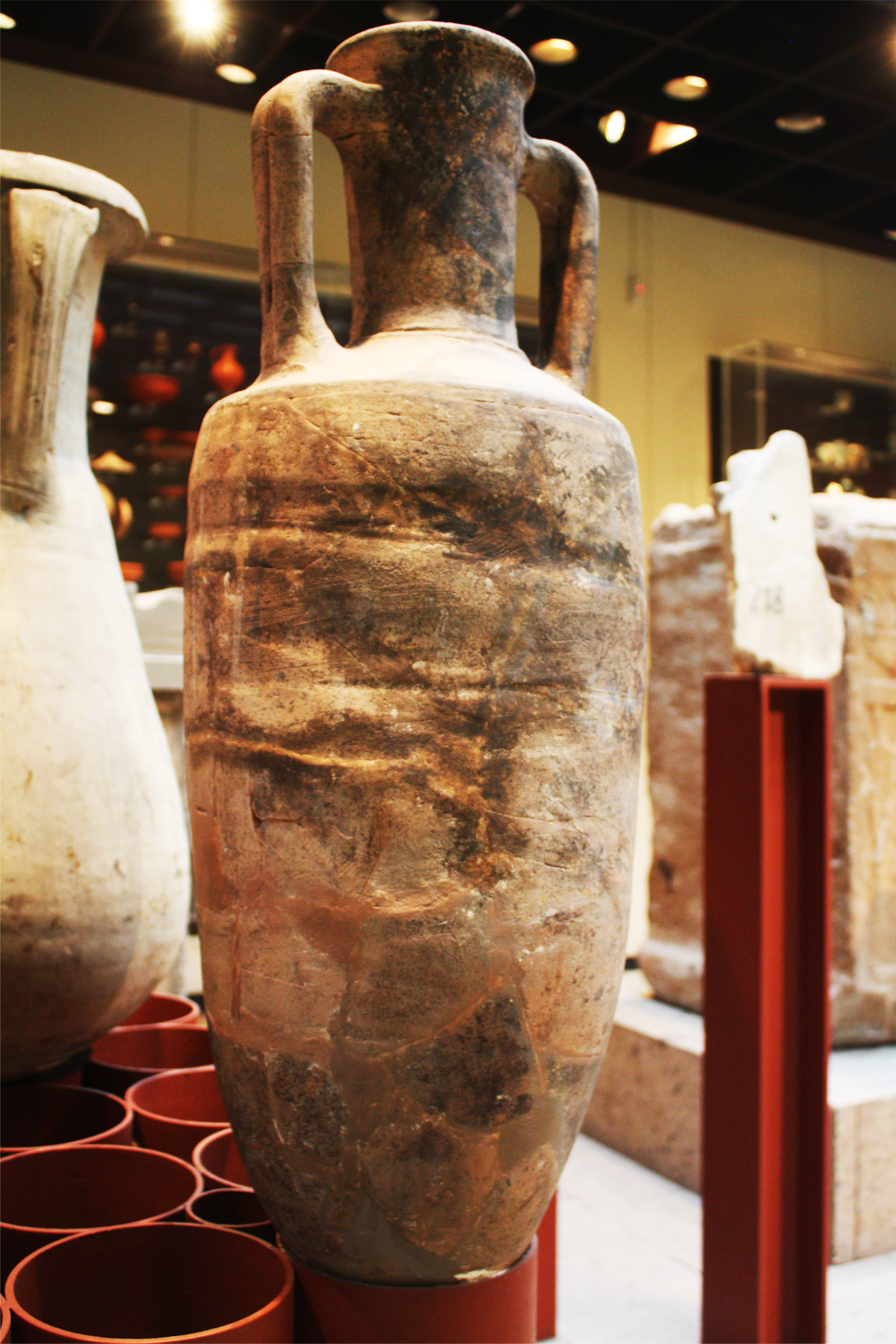
Vollständig erhaltene römische Transportamphore
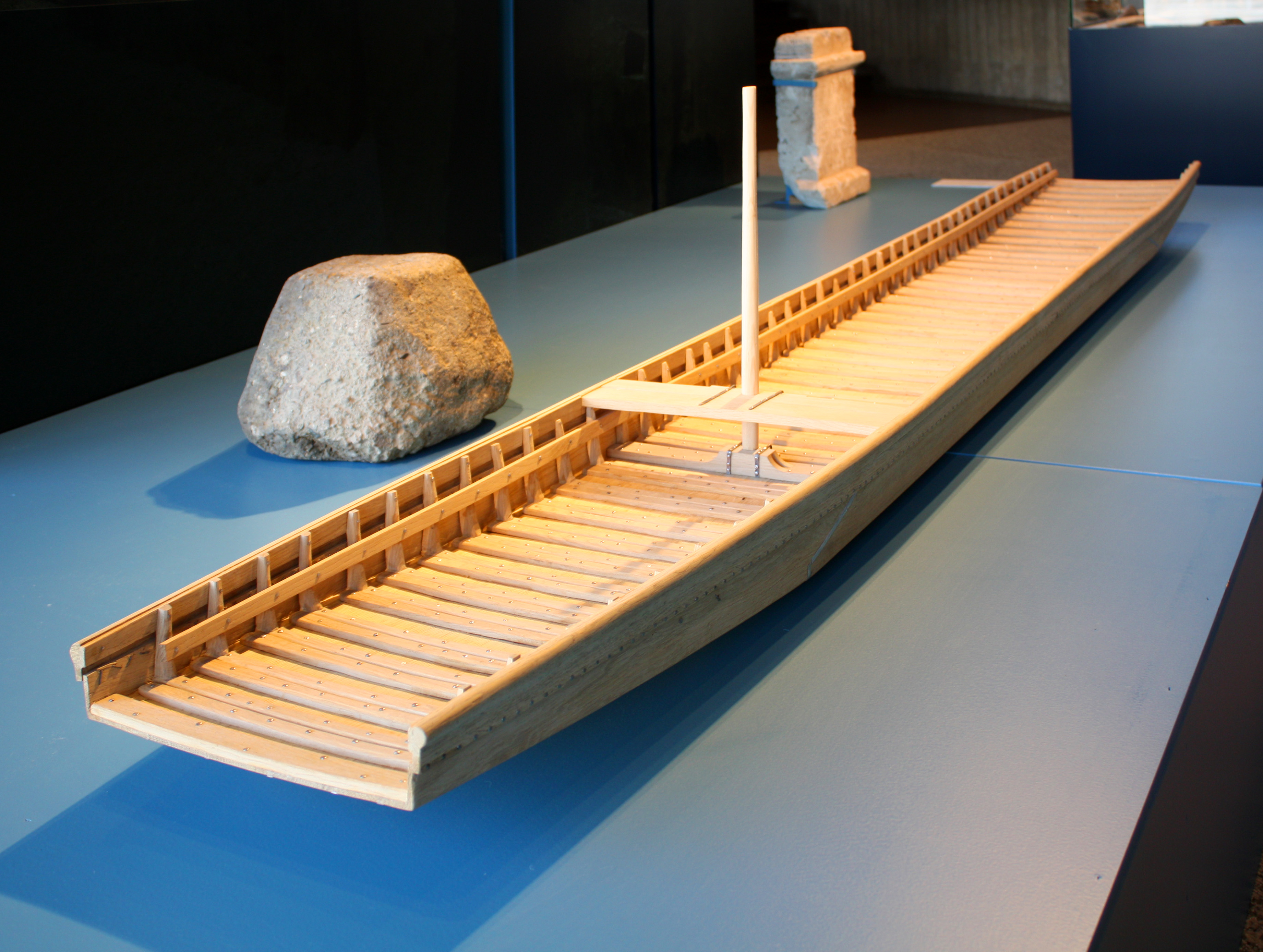
Rekonstruktion nach Teilen eines 2007 in 13 m Tiefe (Alter Markt) geborgenen Transportschiffs des 1. Jahrhunderts
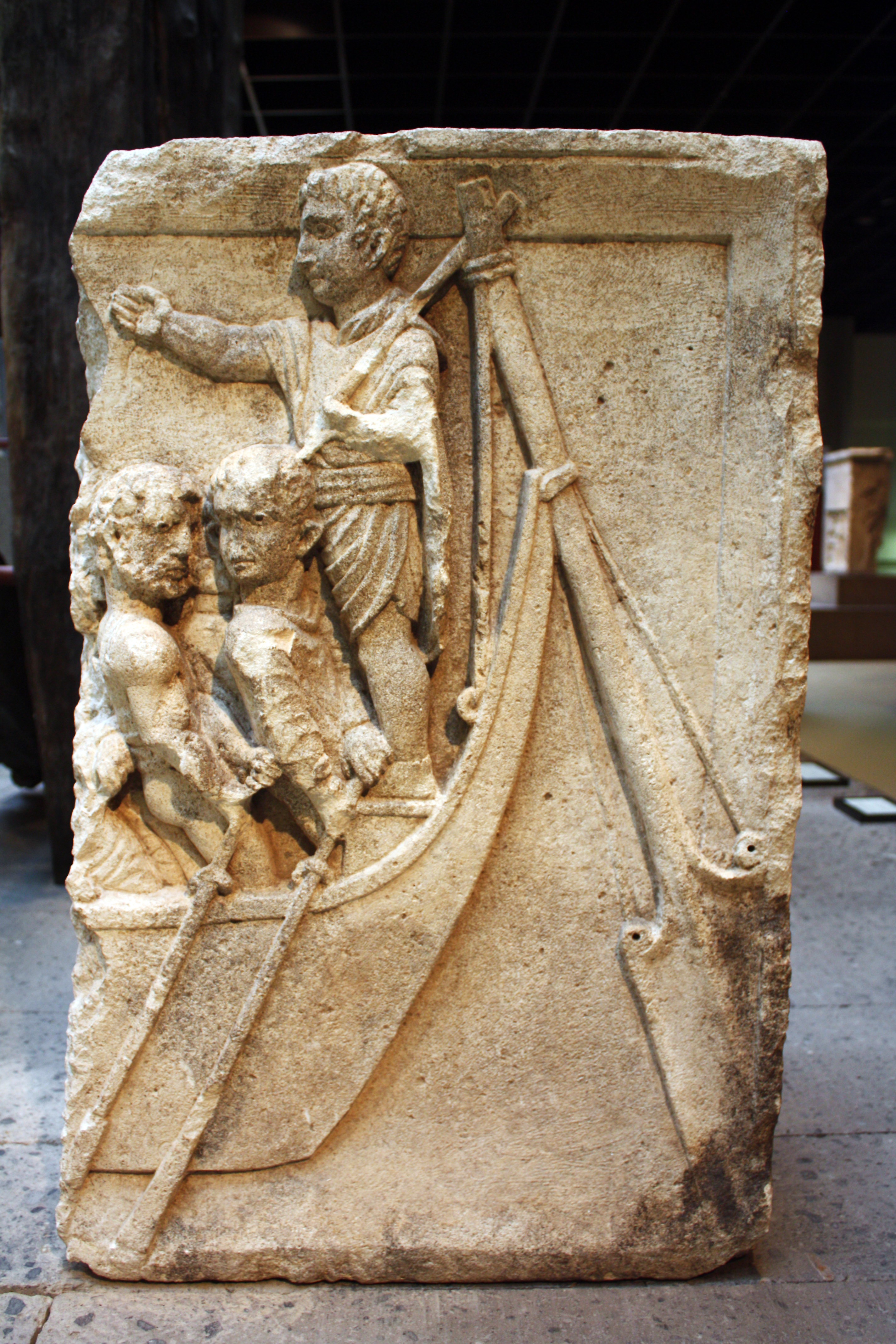
Am Kölner Rheinufer geborgenes Steinrelief, Schiffsheck mit Steuermann und Ruderknechten
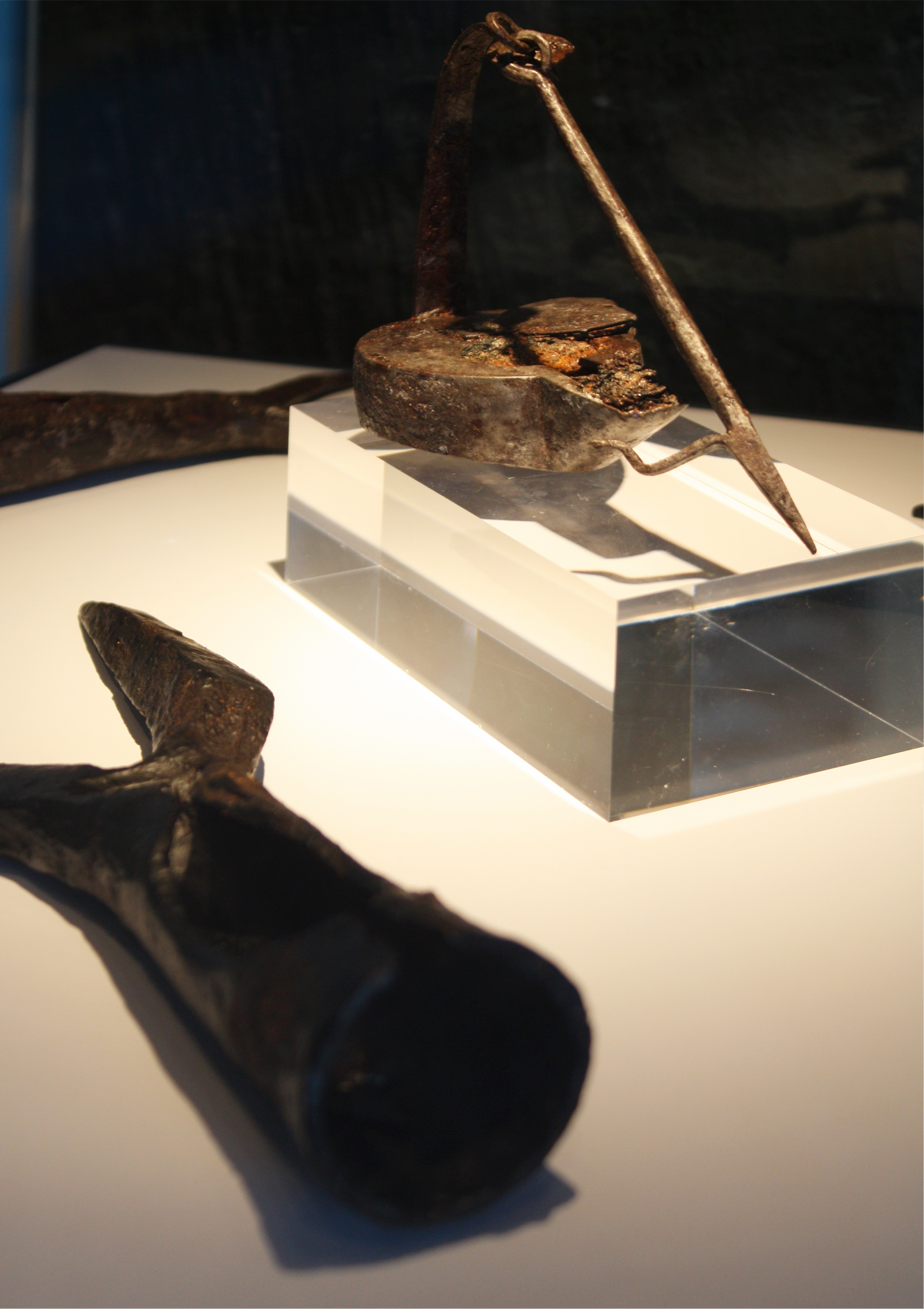
Unter dem Alter Markt (römischer Hafen)  geborgener Bootshaken u. Lampe eines Fischers

Das römische Hafentor am Kurt-Hackenberg-Platz ist gegenwärtig das einzige von insgesamt neun Stadtmauertoren, das als ortsfeste Architektur zugänglich ist. Ein unter dem Alter Markt entdecktes Schiffswrack (Prahm) lässt sich auf die Zeit um 43 n. Chr. datieren. Da es vom Grund der Altrinne stammt, belegt es einen Hafenbetrieb in dieser Gegend. Durch die Verlängerung des Rheinarms nach Osten gelang es den Römern, den Gewässerabschnitt ausreichend als Hafen zu sichern und eine Wasserfläche von etwa 60.000 m² als Anlegestelle für 200 Schiffe zu nutzen. Der ausgebaute Hafen erstreckte sich etwa vom heutigen Breslauer Platz bis zum Holzmarkt, wo sich der Rheinarm wieder mit dem Hauptfluss vereinte.
Ausgrabungen zwischen Alter Markt und Bechergasse lassen darauf schließen, dass der römische Hafen den Import von Wein, Öl, Fischsauce und anderen Lebensmitteln aus dem mediterranen Raum nach Köln übernahm. So lassen sich Weine aus Südspanien, Südfrankreich, Italien, Kreta und von der kleinasiatischen Küste nachweisen. Olivenöle stammten aus Spanien und Nordafrika, Würzsaucen aus Spanien und Süditalien. Aus der Normandie kamen Austern nach Köln. Diese Lebensmittel wurden in Amphoren transportiert. Der römische Hafen befand sich seit etwa 50 n. Chr. an einem 60–70 Meter breiten Rheinarm, der durch eine bis zu 180 Meter breite und über einen Kilometer lange Insel vom Hauptstrom getrennt war. Er lag zwischen Groß St. Martin und dem heutigen Kurt-Hackenberg-Platz an der Domplatte. Nach einer extremen Trockenperiode um 150 n. Chr. versandete das Hafenbecken und musste aufgegeben werden.

## Mittelalter

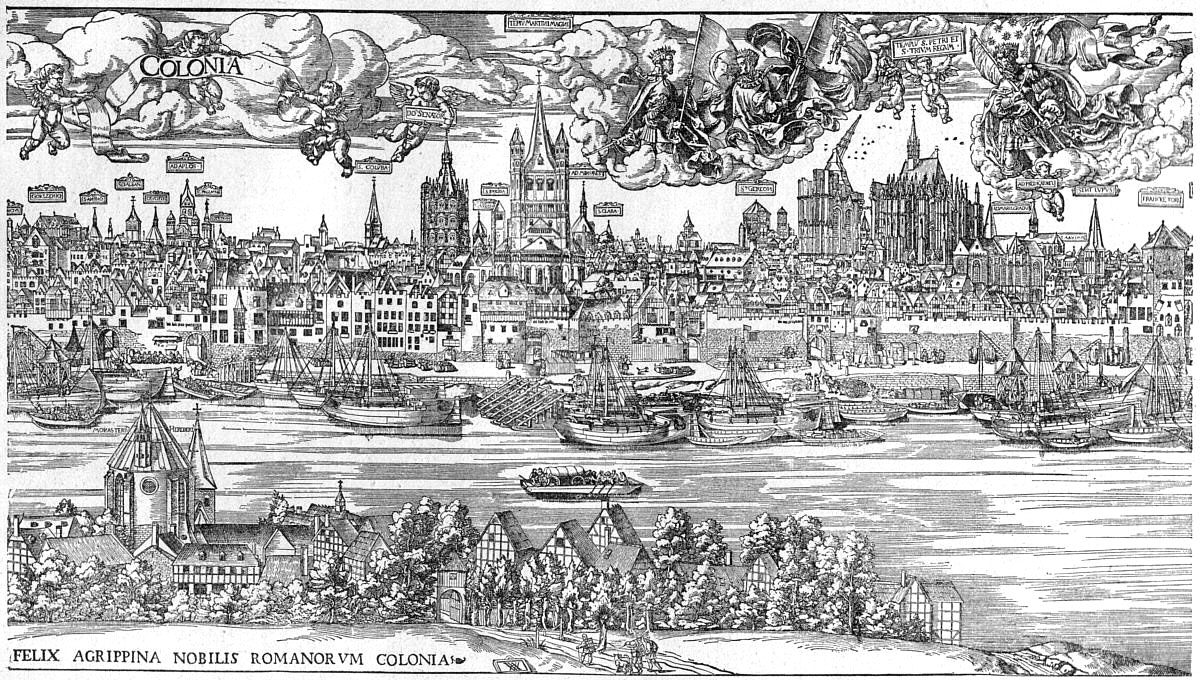
Der Kölner Hafen zwischen Frankenturm und Salzgassentor in der Kölner Stadtansicht von 1531 von Anton Woensam

Im Mittelalter nutzten Schiffe die Kölner Uferbefestigungen als Häfen. Erzbischof Anno II. wollte nach einer Schilderung durch Lampert von Hersfeld für seinen Freund Friedrich I. am 23. Juni 1074 eine Heimfahrtgelegenheit organisieren, ließ zu diesem Zweck willkürlich ein Schiff im Kölner Hafen beschlagnahmen und befahl dem Schiffseigentümer, die geladenen Waren herauszuschaffen und das Schiff für die Fahrt des Bischofs vorzubereiten. Der Schiffseigentümer widersetzte sich erfolgreich und konnte eine Schar aufgebrachter Bürger für sich gewinnen, die Anno II. bedrohten. Dieser rettete sich unbemerkt durch Flucht am 23. Juni 1074 in den erst kurz zuvor angelegten Annostollen und verließ die Stadt in Richtung Neuss.
Die Funktion der Kölner Häfen als Warenumschlagsmetropole machte die Stadt zum wichtigsten Rheinhafen. Aufgrund der Strömungsverhältnisse beim Übergang zwischen Mittel- und Niederrhein befuhren die so genannten Niederländer den Niederrhein bis nördlich der Kirche Groß St. Martin, während die Oberländer südlich von Köln unterwegs waren. In Höhe der Salzgasse und Groß St. Martin markierte ein Holzgerüst die Grenze für diese Schiffstypen; hier lag auch der Umladehafen von einem Schiff ins andere. Anton Woensam verewigte auf seiner Kölner Stadtansicht von 1531 getreidelte Niederländer Aaken. Sie verließen den Kölner Hafen und kehrten mit Kolonialwaren wie Kaffee, Tee, Reis, Tabak, Zucker und Gewürzen zurück.
Erzbischof Konrad von Hochstaden verordnete wegen des intensiven Frachtverkehrs auf dem Rhein am 7. Mai 1259 die Einführung des Stapelrechts. Hiernach wurden die Kapitäne verpflichtet, sämtliche Waren zunächst drei Tage den Kölner Bürgern zum Kauf anzubieten, was einem Vorkaufsrecht gleichkam. Unverkaufte Ware unterzog man einer Qualitätskontrolle, besteuerte sie und versah sie dann mit dem Siegel der Stadt Köln. Diese „Kölner Ware“ entwickelte sich zu einem international anerkannten Gütesiegel. Beispielsweise garantierte der „Kölner Brand“, dass die in Köln umgeschlagenen grünen Heringe – ein Grundnahrungsmittel – bestimmten Qualitätsanforderungen entsprachen. Manche Schiffer umgingen dieses Stapelrecht und entluden ihre Schiffe in der südlich von Köln gelegenen ehemaligen Rheininsel Groov, um ihre Waren von dort aus rechtsrheinisch auf dem Landweg bis nach – dem noch von Köln unabhängigen – Köln-Mülheim zu transportieren, wo sie wieder verschifft wurden. Das Stapelrecht hat zweifellos den wirtschaftlichen Aufschwung der Stadt und der Kölner Bürger begründet. Es hielt sich fast 600 Jahre bis März 1831, als die Rheinschifffahrtsakte in Kraft trat.
Der größte mittelalterliche Hafen in Höhe von Groß St. Martin beschäftigte etwa 200 Personen, darüber hinaus noch die mit Treideln befassten Kräfte. Bereits um 1380 gab es in Köln vier Hafenkrane, drei davon standen als schwimmende Krane in Höhe der Rheingasse und der Neugasse, ein Landkran an der Markmannsgasse sowie ein Hebewerk an der Mühlengasse. Aufsicht über die Hafenaktivitäten führt der Hafenmeister, der die Ankerplätze vergibt, die Hafen- und Krangebühren eintreibt und für den Erhalt der Kais und der Fahrrinne verantwortlich ist. Gelöscht werden die Güter an folgenden Uferstellen:
- Zwischen Witschgasse und Salzgasse: Wein, Baustoffe, Ziegel, Bausteine und Holz
- zwischen Mühlengasse und Salzgasse: Salz, Fische, Butter, Käse, Speck
- zwischen Neugasse und Trankgasse: Ziegel und Holz

Am Salzgassentor kommt die Kohle an, Weinfässer sind hier dem Weinakzisemeister vorzuführen.
Am 18. September 1505 bestätigte König Maximilian I. das Stapelrecht in vollem Umfang.

## Gründerzeit

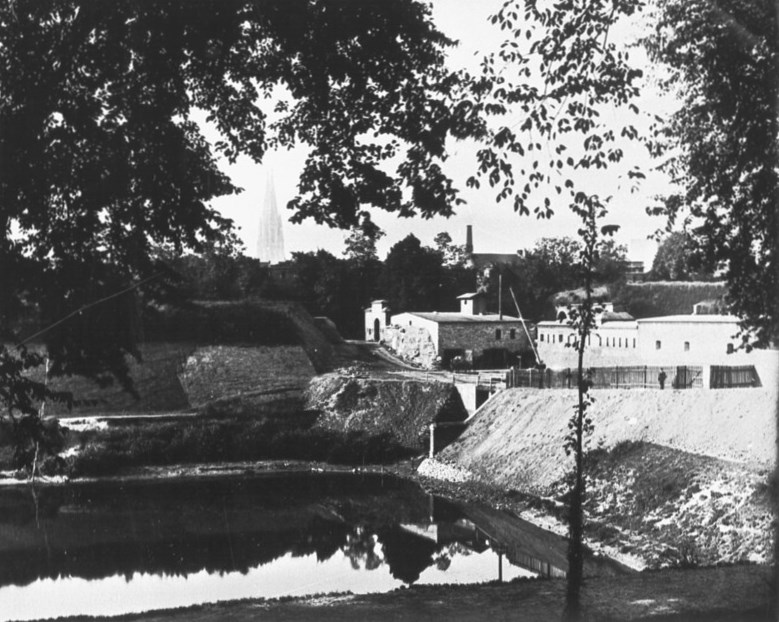
Köln – Sicherheitshafen (Juli 1885)

Ein extremes Hochwasser mit Treibeis verwüstete am 27./28. Februar 1784 mit einem Hochwasserstand von 13,55 Metern weite Teile der Kölner Altstadt. Der Eisgang zerstörte auch die Hafenanlagen am Rheinufer sowie die dort liegenden Schiffe und Kräne. Deshalb erlaubte die französische Verwaltung während der Franzosenzeit am 11. Juni 1802 den Bau eines Freihafens an der Frankenwerft, der im April 1805 in Betrieb ging. Am 2. April 1811 beginnt in der Altstadt-Nord der Bau eines knapp 500 Meter langen und 50 Meter breiten Winter- und Sicherheitshafens (auch „Napoleon-“ oder „Franzosenhafen“) an der Stelle zwischen Ebertplatz und Bastei, für den am 10. November 1812 der erste Stein in der Mündung gelegt wurde; im Winter 1813 öffnete er seine Tore. Doch wegen Fehlplanungen schloss erst Stadtbaumeister Johann Peter Weyer den Bau 1829 provisorisch ab. Nach 1840 versandete er zunehmend und wurde 1890 zugeschüttet. Im Jahr 1970 förderten Ausgrabungen am Theodor-Heuss-Ring Fragmente dieser Hafenanlage zutage. Im Jahr 1813 fiel der Kölner Hafenumschlag auf 500.000 Zentner, während er 1789 noch 1,5 Millionen Zentner betragen hatte.
Durch die Umstellung von der Treidel- auf die Dampfschifffahrt ergab sich eine starke Veränderung der Verkehrsabläufe auf dem Rhein. Nachdem am 12. Juni 1816 das englische Dampfschiff „Defiance“ („Die Herausforderung“) von James Watt bis Köln gelangte, forcierte die Stadtverwaltung die Überlegungen zum Bau eines neuen Hafens. Die Rheinschifffahrtsakte vom 31. März 1831 öffnete zudem den Rhein für die internationale Schifffahrt, wodurch er zur verkehrsreichsten Wasserstraße Europas avancierte.

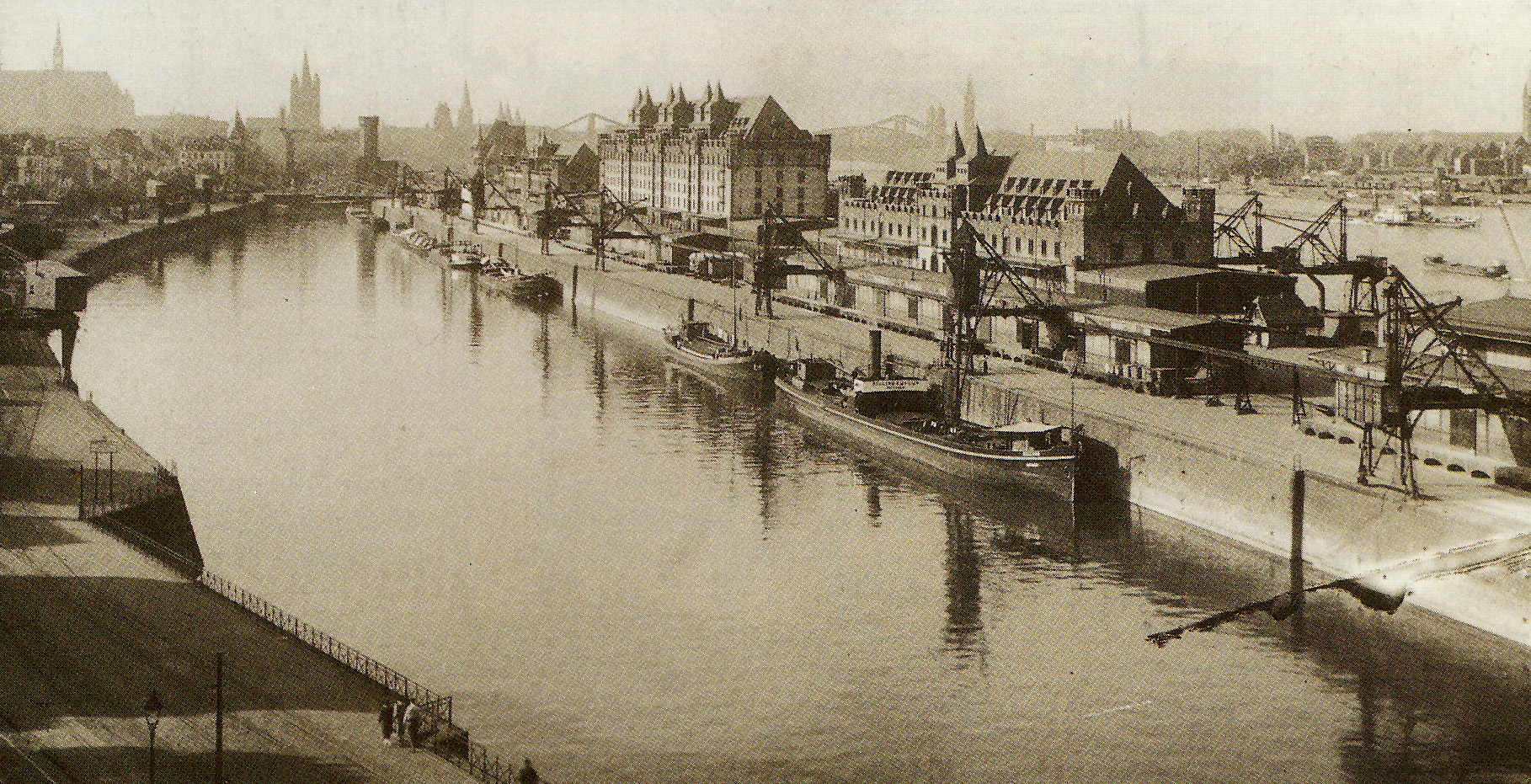
Rheinauhafen bei seiner Vollendung um 1898

Die Rheininsel Werthchen sollte die zentrale Rolle bei der Planung eines neuen Kölner Hafens spielen. Die Bauarbeiten am Werthchen begannen 1847 und führten zur Schließung der südlichen Flusspassage. 1848 entwarf Johann Anton Wallé die Anlage eines Sicherheitshafens am Werthchen. Das hierdurch neu entstandene, nur von Norden her zugängliche Hafenbecken wurde vollständig von Werftmauern eingefasst. Am 5. November 1885 entschied sich der Rat der Stadt Köln für das Rheinauhafenbecken als Standort für einen neuen, vergrößerten Hafen. Am 3. Juli 1891 beschloss der Rat den Hafenbau auf der Basis des Gesamtplans von Josef Stübben und bewilligte hierfür knapp 20 Millionen Mark. Die Bauarbeiten an den „Neuen Hafen- und Werftanlagen zu Köln“ begannen im Frühjahr 1892 mit Erdarbeiten, am 14. Mai 1898 fand die feierliche Einweihung des neuen Rheinauhafens statt. Er erhielt einen Gleisanschluss mit 18 km Gleisen und 96 Weichen und besaß die modernsten technischen Hafeneinrichtungen Deutschlands.
Parallel zum Rheinauhafen baute man 1846 Werftanlagen für die 350 Meter lange Trankgassenwerft, 1889 baute man sie aus, errichtete hierfür eigens eine Pumpstation und schloss die Werft 1893 an das Eisenbahnnetz an. Im Jahr 1886 liefen 4859 beladene Schiffe mit 4.656.561 Zentner den Kölner Hafen an, 3190 beladene Schiffe mit 2.626.841 Zentnern verließen ihn. Außerdem wurden als Flöße 138.742 Zentner talwärts bewegt.

## Neuzeit
Durch die Eingemeindung von Köln-Deutz (1. April 1888), Köln-Mülheim (1. April 1914) und Godorf (1. Januar 1975) gewann Köln die Häfen Mülheim, Deutz und Godorf hinzu. Als Folge des Ausbaus des nördlich gelegenen Hafens Niehl I zum Handels- und Industriehafen verlor der Rheinauhafen ab 1970 seine Bedeutung, er ist seitdem lediglich noch Yachthafen. Durch die Eingemeindung von Köln-Porz im Januar 1975 kamen noch der ehemalige Pionierhafen in der Westhovener Aue und der Yachthafen an der Groov in Köln-Zündorf hinzu.

## Die einzelnen Häfen
Köln verfügt heute über fünf Häfen, die der Häfen und Güterverkehr Köln AG (HGK) gehören. Die am 1. August 1992 gegründete HGK ist Eigentümerin aller Häfen und des Rheinauhafens (Ausnahme: Mülheim), sie organisiert und überwacht die Hafentätigkeit. Ohne Rheinauhafen beträgt die Wasserfläche aller Häfen 877.000 m² bei einer Landfläche von 1,307 km², die Kailänge erreicht 28 km. Jeder Hafen besitzt einen spezifischen Schwerpunkt.

### Niehl I

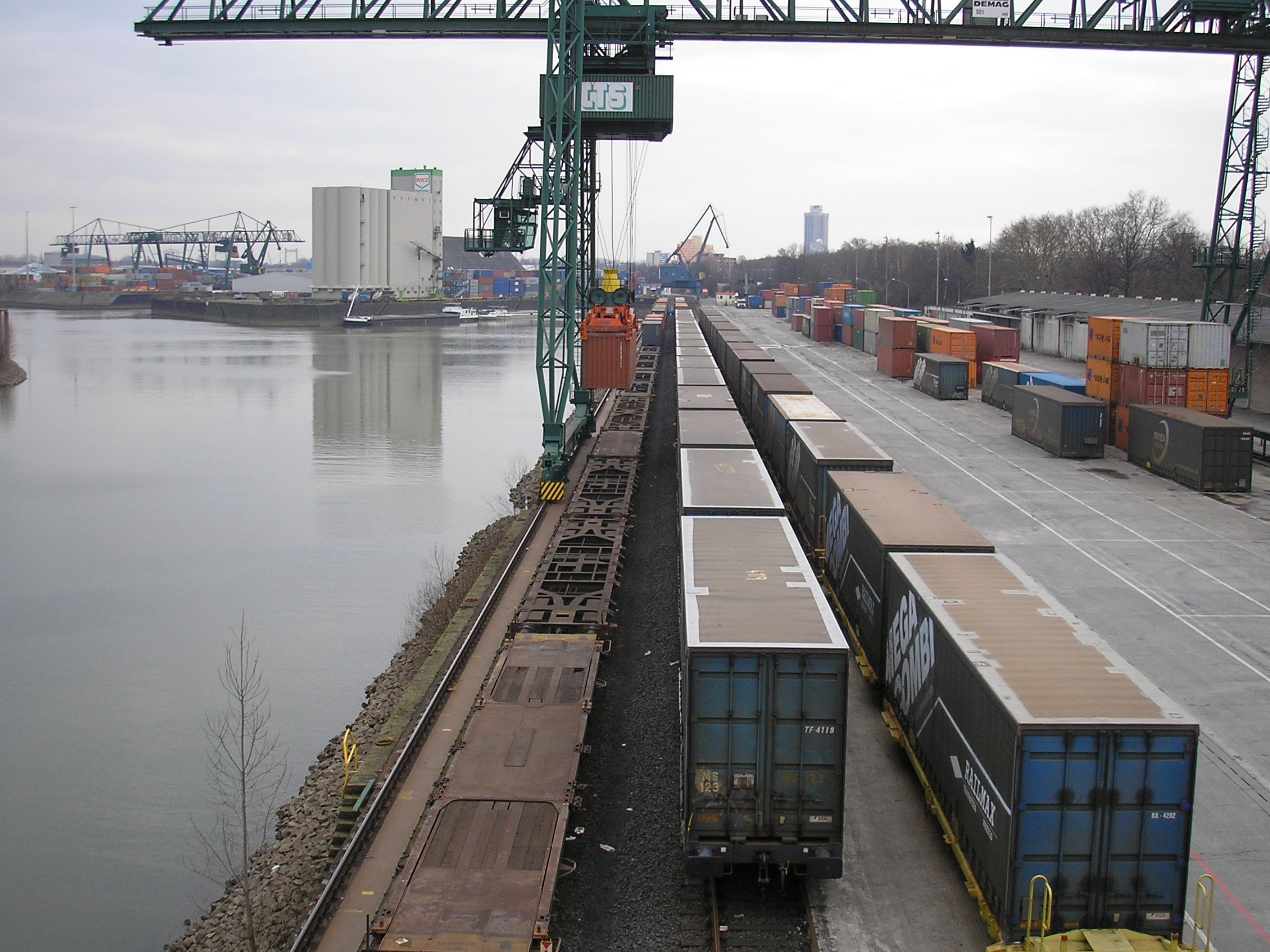
Hafen Köln-Niehl I – Containerterminal (Februar 2010)
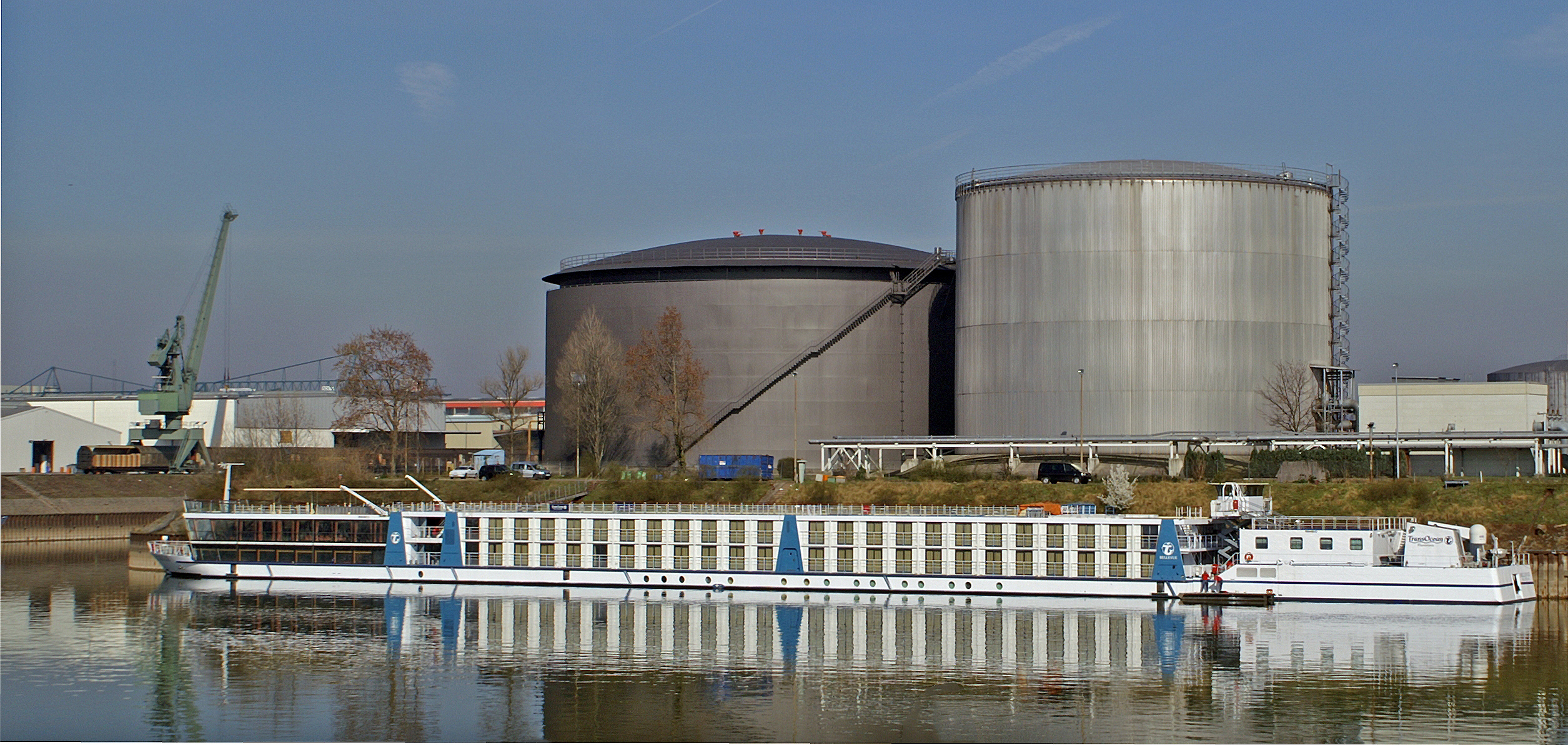
Wartungshafen Niehl I – TwinCruiser „Bellevue“ (März 2011)
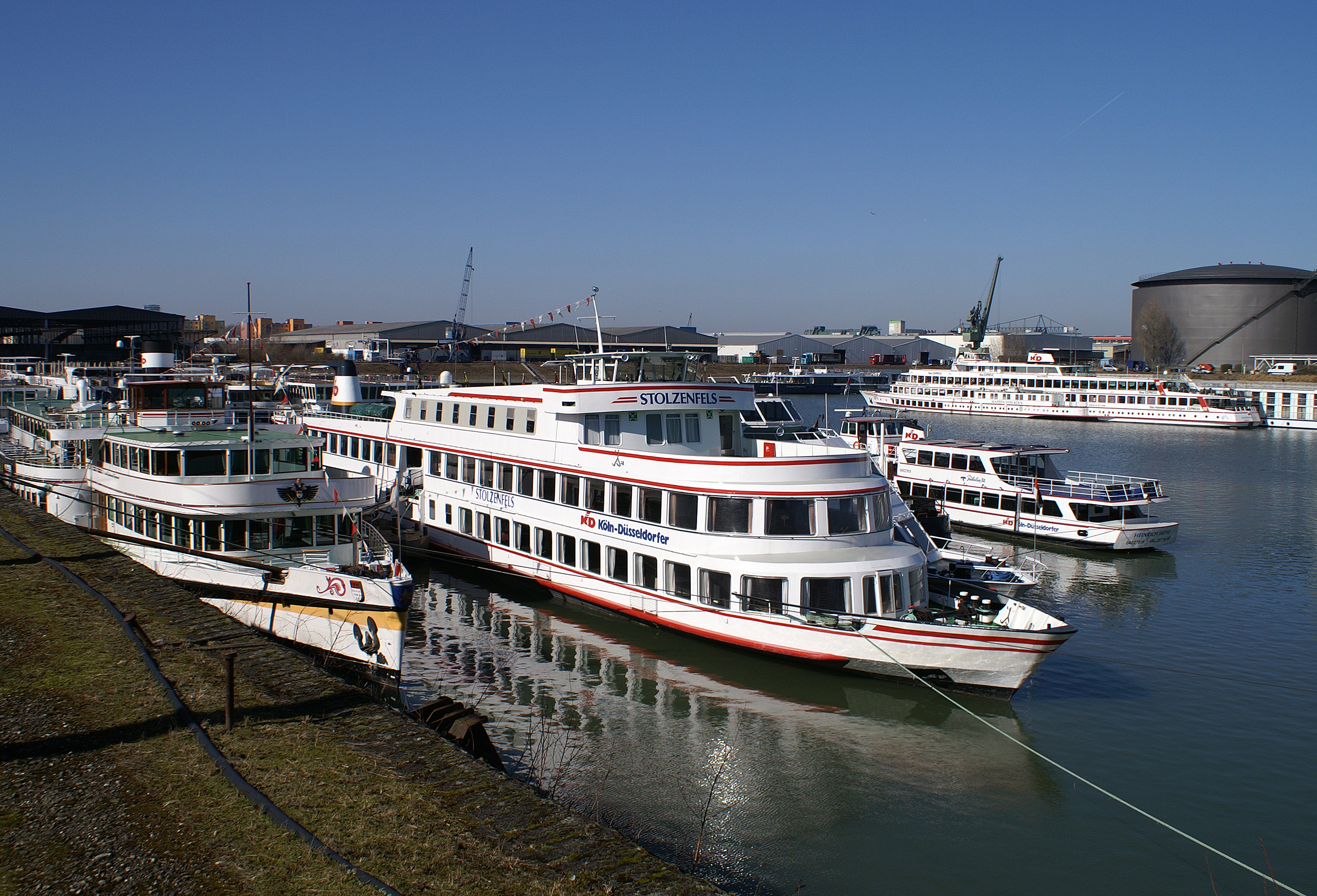
Wartungshafen Niehl I von KD (März 2013)

Niehl I (Rhein-km 695,8) ist der flächenmäßig größte Hafen Kölns mit einer Gesamtfläche von 1.310.600 m² (davon 472.700 m² Wasserfläche oder 26 % der Gesamtfläche) und die zentrale Logistikdrehscheibe des Kölner Nordens. Der 1925 eröffnete Hafen besitzt heute vier Hafenbecken, die beiden Containerterminals nehmen mehr als 70.000 m² Fläche ein. Es gibt insgesamt 14 Krananlagen. Er ist auch ein Wartungshafen für Personenschiffe, insbesondere der Köln-Düsseldorfer Deutsche Rheinschiffahrt (KD). Ab 1959 begann ein stetiger Hafenausbau, der bis 1970 dauerte. 2011 wurden in Niehl I etwa 2220 Schiffe mit 2.093.700 t Fracht be- und entladen.
Über die Hafeneinfahrt führt eine Fußgängerbrücke, die den Niehler damm mit der Niehler Rheinaue verbindet. Über Rad- und Fußwege ist eine Anbindung entlang des Rheinufers bis in die Innenstadt gegeben. Zwischen 2023 und 2025 war die Brücke infolge eines Schifssanpralls gesperrt, wobei zwischenzeitlich auch die Notwendigkeit des Abrisses der Brücke diskutiert wurde. Seit März 2025 ist die Brücke nach umfangreichen Instandsetzungsmaßnahmen wieder für den Verkehr freigegeben.

### Niehl II
Niehl II (Rhein-km 699,1) übernimmt den Öl- und Gasumschlag und Chemikalien, Ford verschifft hier Neuwagen. Die Landfläche beträgt 59.700 m², die Wasserfläche 87.800 m² (59 %). Im Jahr 1958 begann man mit dem Bau des Ölhafens. Mit Schließung der Esso-Raffinerie im Jahr 1985 verlor Niehl II den umsatzstärksten Kunden. Die Hafengesellschaft reagierte hierauf im selben Jahr mit der Errichtung von zwei Roll-on-roll-off-Anlagen („RoRo“), die Autotransporter samt der von den nahe gelegenen Ford-Werken hergestellten Pkw verladen können. Die umgeschlagene Hafentonnage beträgt 412.800 t (2011).

### Köln-Mülheim

Hafen Köln-Mülheim, im Hintergrund der Zollturm aus 1880 (um 1910)
Hafen Köln-Mülheim (um 1913)
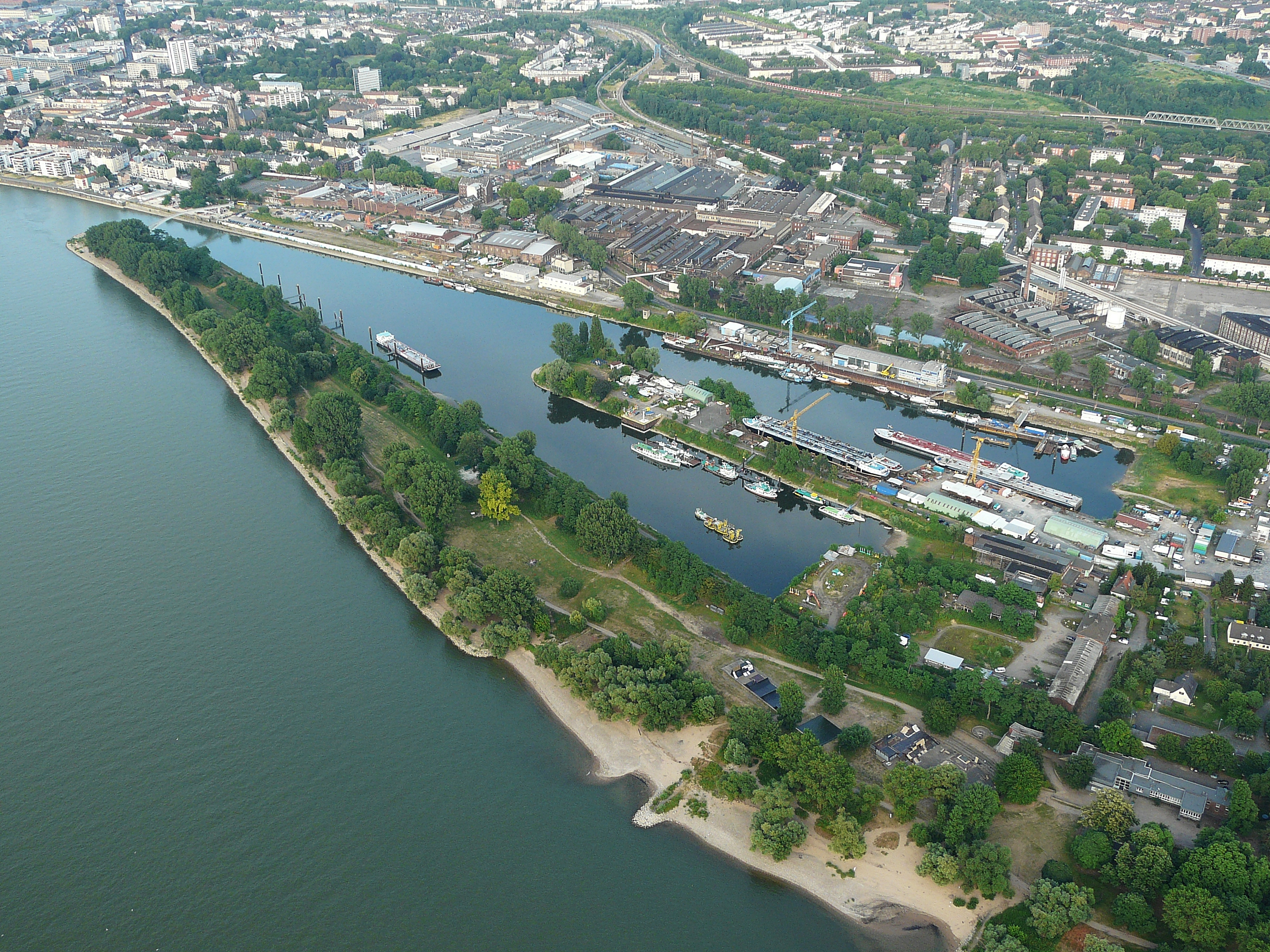
Hafen Köln-Mülheim aus der Luft (Juli 2010)
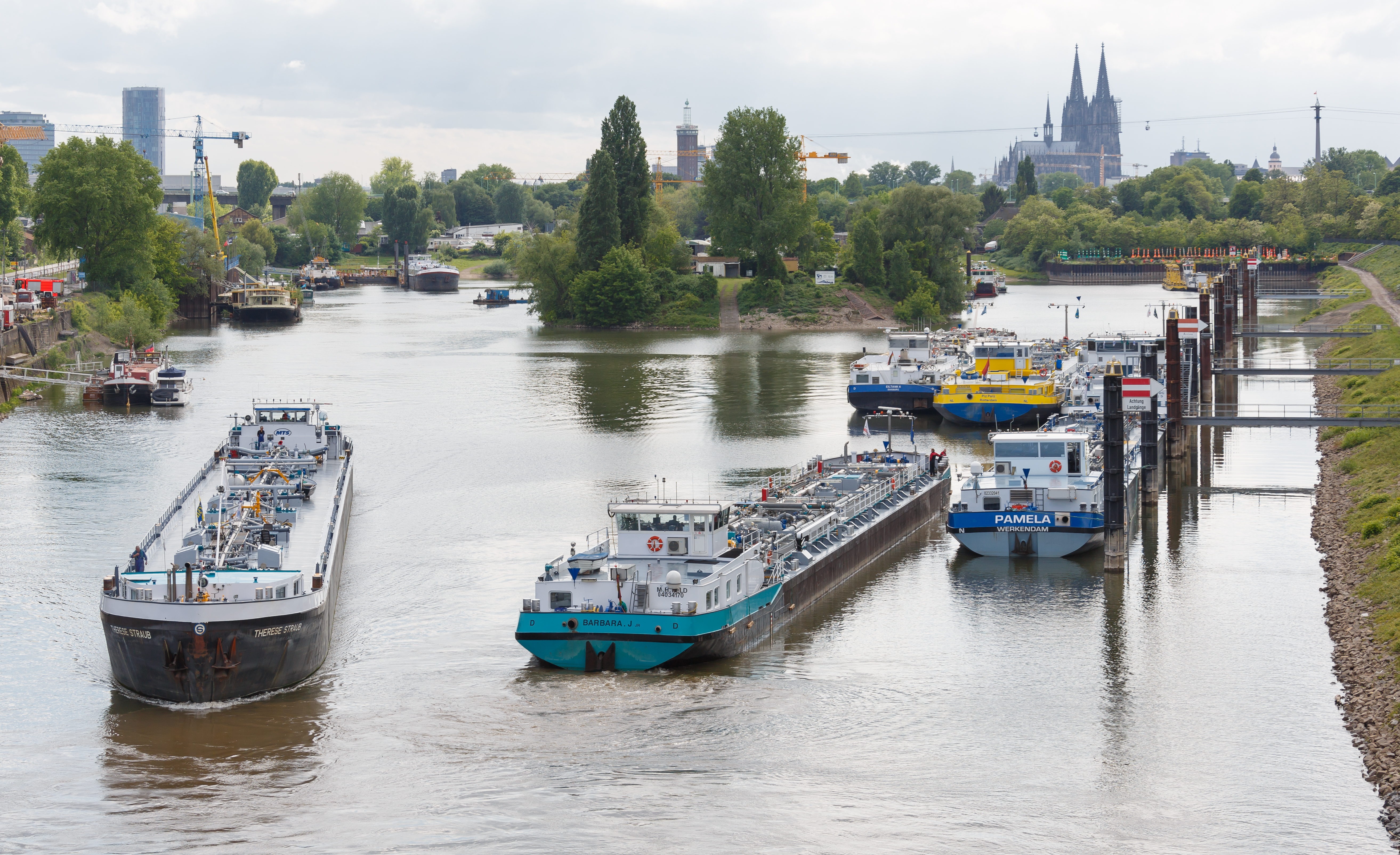
Hafen Köln-Mülheim (Mai 2014)

Der rechtsrheinische Mülheimer Hafen (Rhein-km 691,5) wurde im Jahr 1880 eröffnet. Er besitzt seit der Demontage des einzigen Schwergutkrans im Mai 2000 keinen Güterumschlag mehr, sondern betreibt Helling-Anlagen für Gefahrguttransportschiffe. Dem Mülheimer Hafen kommt zudem künftig eine erhebliche Bedeutung als Hafenanlage insbesondere für die verstärkte Nutzung als Nachtliege- und Reparaturhafen zu. Die Schiffswerft Deutz GmbH & Co. KG unterhält im Mülheimer Hafen umfangreiche Anlagen für die Reparatur, Modernisierung und den Umbau von Fracht- und Passagierschiffen. Als einziger Hafen auf Kölner Stadtgebiet ist der Mülheimer Hafen einschließlich seiner Wasserfläche (Hafenbecken) Bestandteil der gemäß § 1 Bundeswasserstraßengesetz gewidmeten internationalen Wasserstraße „Rhein“. Deshalb gehört der Hafen der Bundesrepublik; das hier mit einer Außenstelle (der Tonnenhof wartet Schifffahrtszeichen) vertretene Wasser- und Schifffahrtsamt Köln ist Betreiber für die Bundesrepublik. Die Landfläche beträgt 260.000 m², die Wasserfläche 130.000 m² (50 %). Der Mülheimer Hafen diente früher dem Massengut- und Stückgutumschlag, größter Kunde war Felten & Guilleaume. Die „Katzenbuckel“ genannte Fußgängerbrücke aus Spannbeton entstand 1955 für die Bundesgartenschau 1957.

### Köln-Deutz

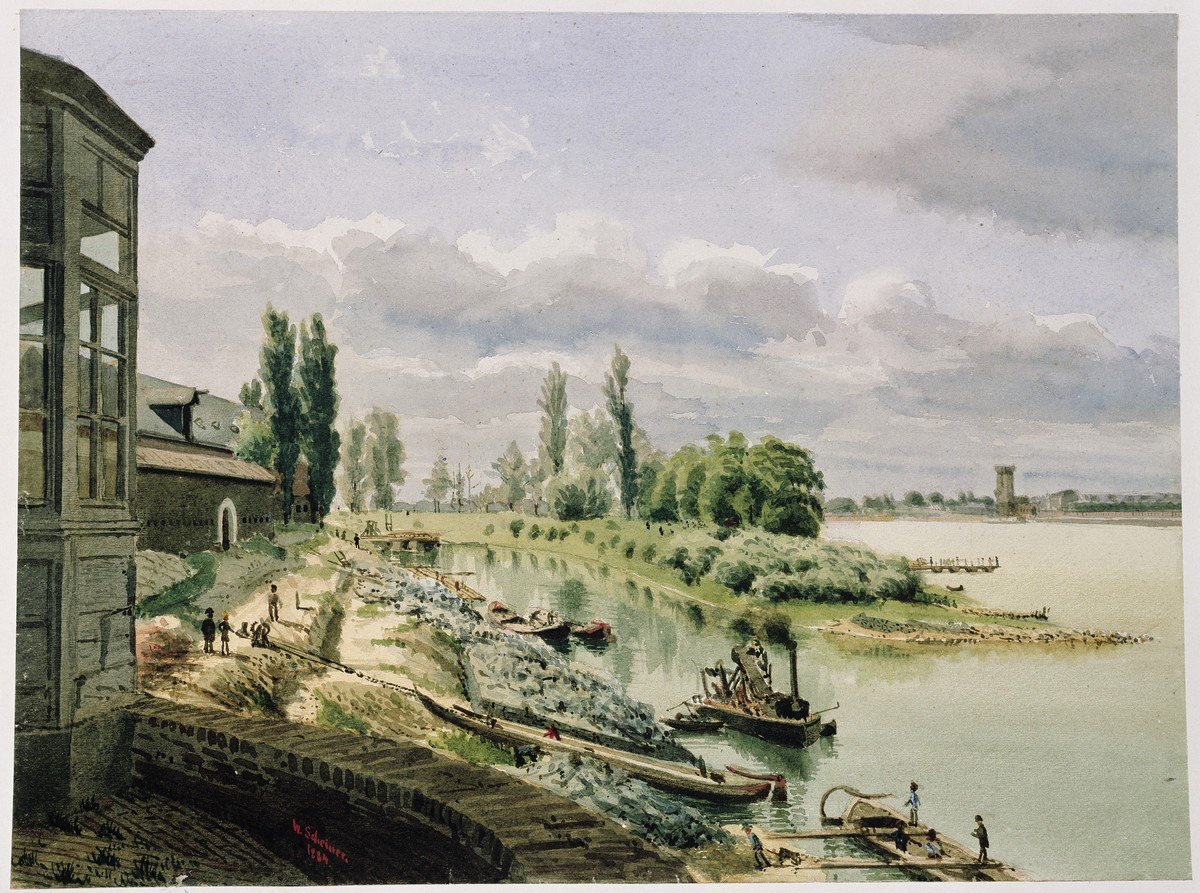
Hafen Deutz, Aquarell von Friedrich Wilhelm Schreiner
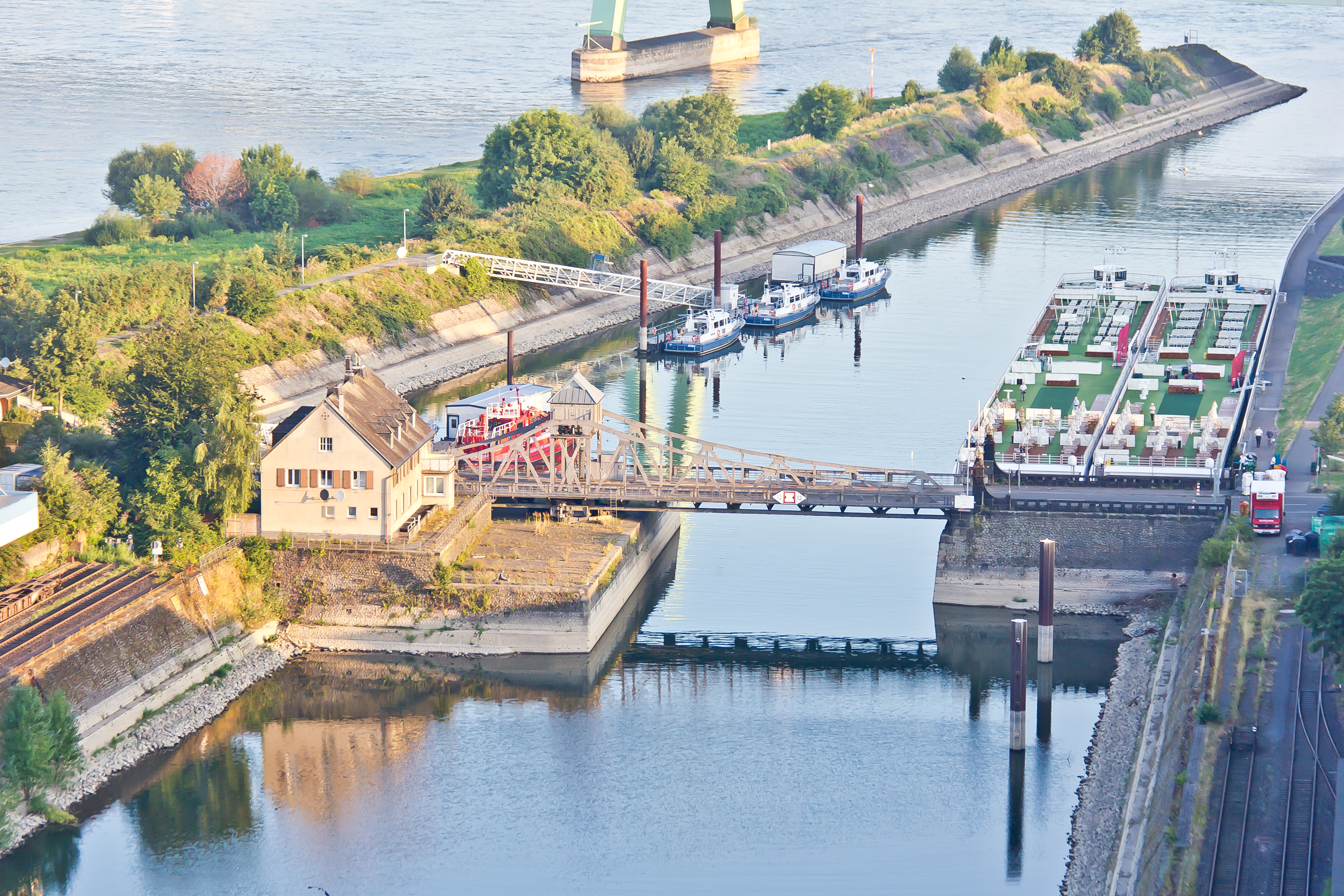
Hafen Köln-Deutz aus der Luft (August 2013)
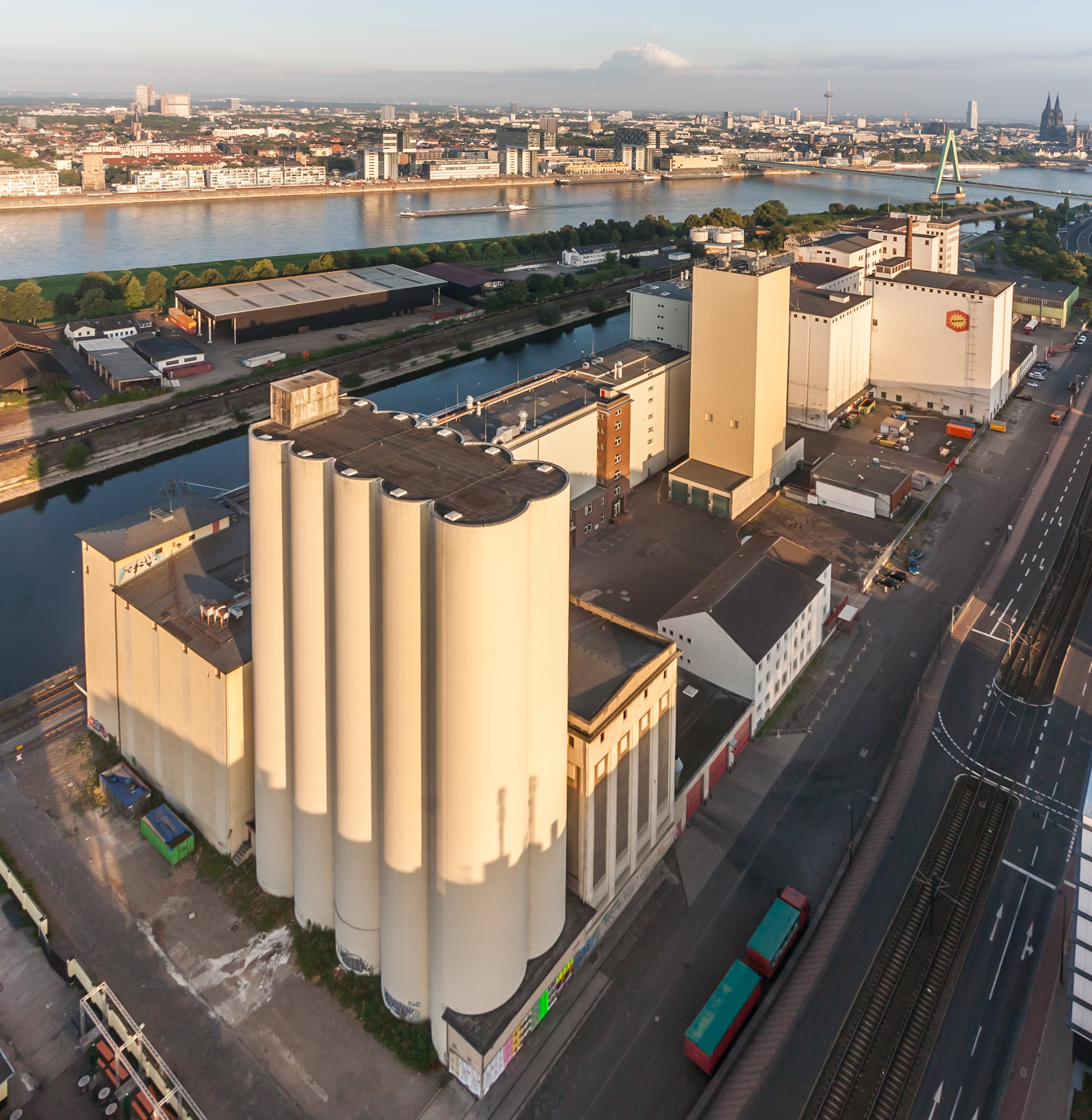
Hafen Köln-Deutz (Ellmühle) aus der Luft (August 2013)
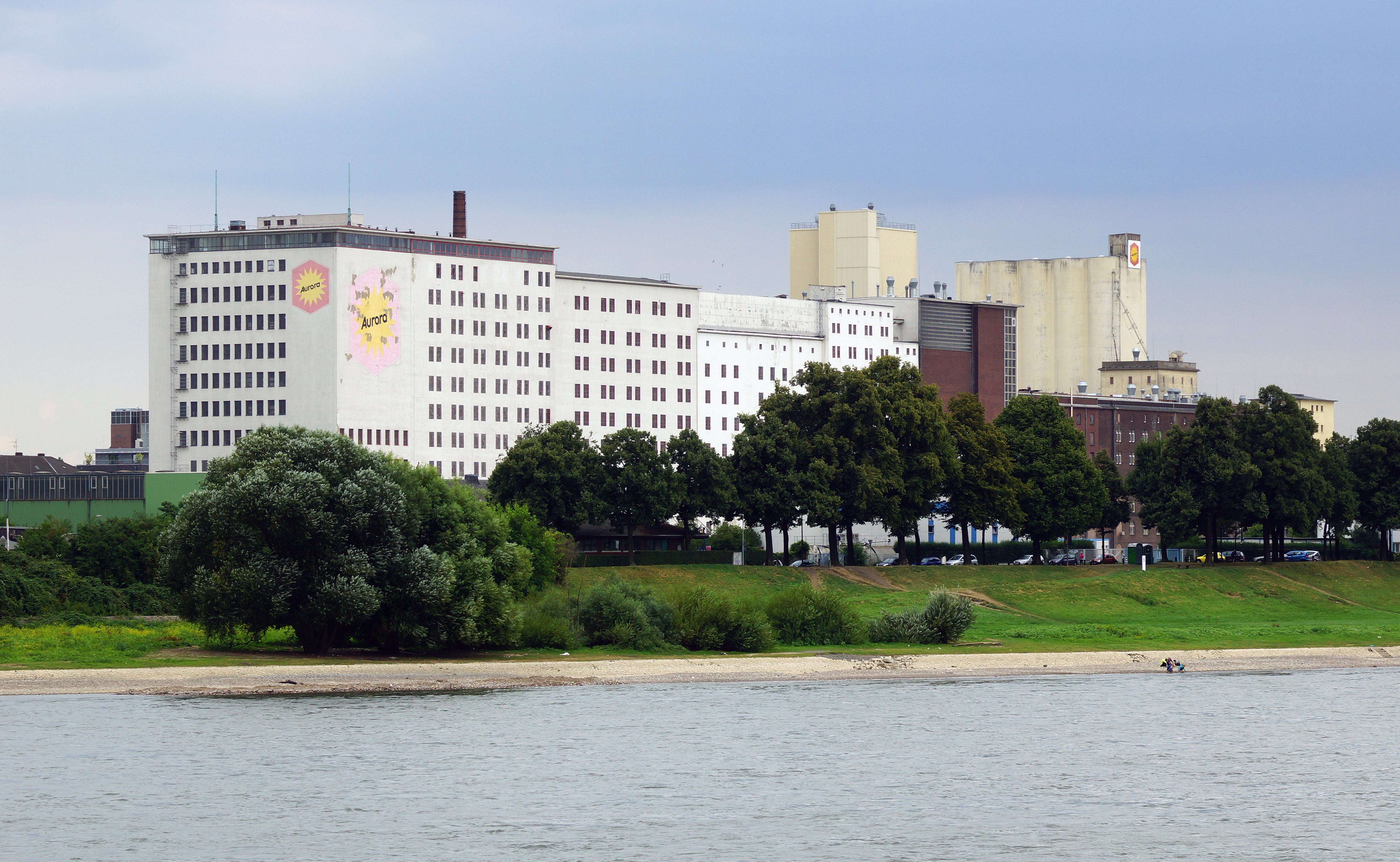
Hafen Köln-Deutz – Ellmühle (August 2013)

Der ebenfalls rechtsrheinisch gelegene Deutzer Hafen (Rhein-km 687,3) wurde am 14. Dezember 1907 eröffnet. Er schlägt auf einer Landfläche von 240.700 m² und einer Wasserfläche von 123.700 m² (34 %) Getreide von der benachbarten, zu den Kampffmeyer Mühlen gehörenden Ellmühle sowie Futtermittel, flüssige Kreide und Schrott um, die Gesamttonnage liegt bei 264.500 t. Die denkmalgeschützte, elektrisch betriebene Drehbrücke öffnete im März 1908 und ist eine Besonderheit an der Einfahrt in das einzige Hafenbecken. Im September 2009 beschloss der Rat der Stadt Köln die Prüfung einer teilweisen Umnutzung des Hafens. Außer der Funktion als Getreidehafen plant seit September 2013 die Stadt, die übrigen Hafenfunktionen auf andere Häfen zu verteilen und die freiwerdende Hafenfläche zu einem Wohn-, Gewerbe- und Dienstleistungszentrum auszubauen.

### Köln-Godorf

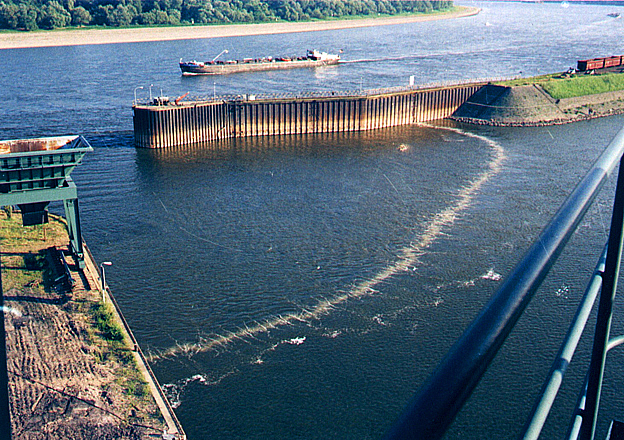
Godorfer Hafen – Druckluftsperre (Juli 2014)
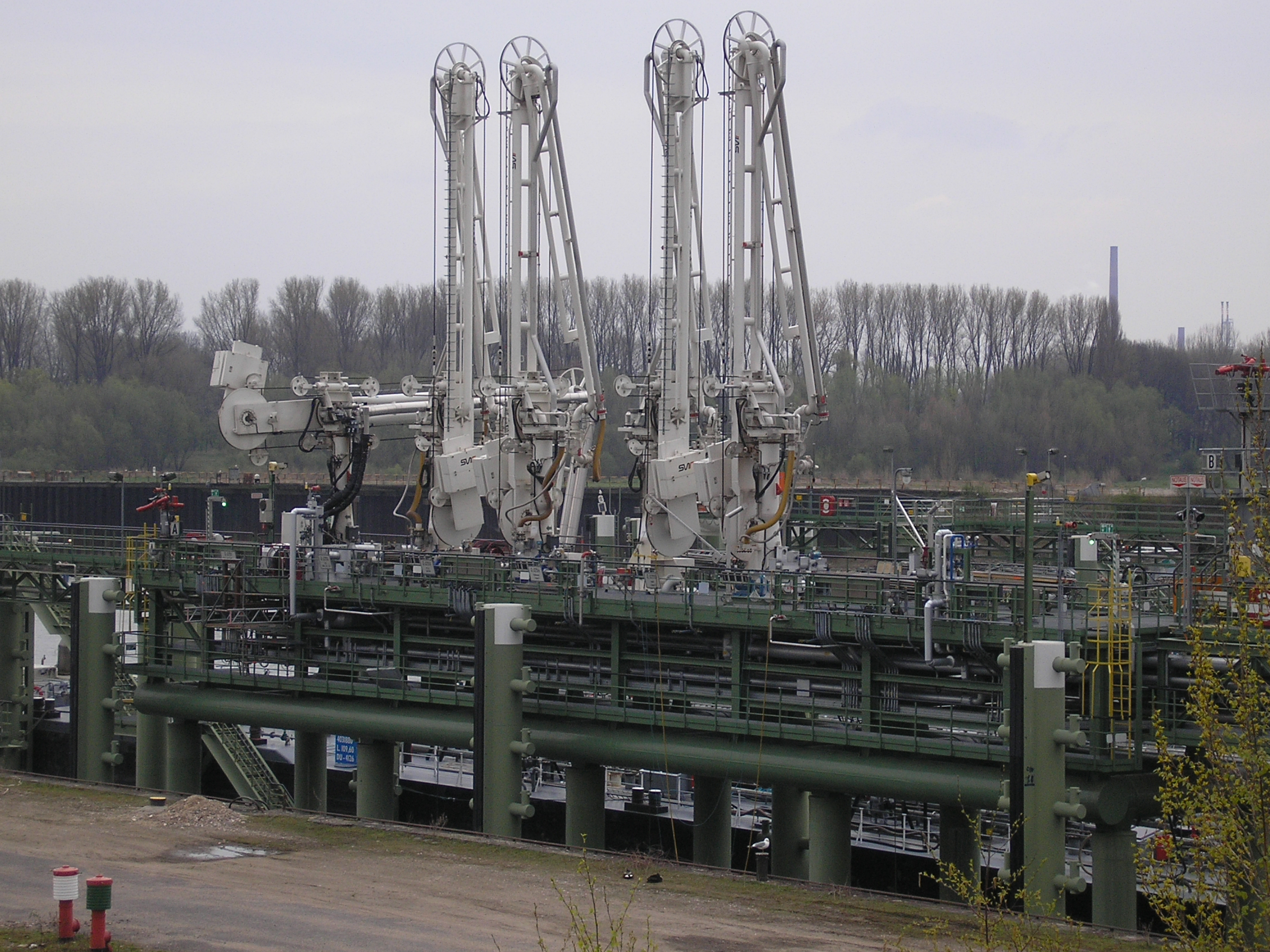
Godorfer Hafen – Flüssiggutlöschanlage (April 2010)

Der Hafen Godorf liegt bei Rhein-km 671,9. Bei der Hafengründung 1901 als Umschlaganlage für Braunkohle gehörte Godorf noch nicht zur Stadt Köln. Nach Eröffnung der Eisenbahnstrecke Vochem–Brühl–Wesseling am 1. April 1901 folgte die Werft zwischen Godorf und Wesseling. 1928 kam das heutige Hafenbecken I hinzu, 1960 eröffnete die Betreibergesellschaft zusammen mit der Shell-Raffinerie das Becken II („Ölhafen“). 1961 wurde das Hafenbecken III („Gashafen“) fertiggestellt. Nach dem Krieg begann die Hafentätigkeit wieder am 1. September 1945, seitdem schlägt er chemische Flüssigkeiten und Gase der benachbarten Fabriken um (Shell Rheinland Raffinerie, Rheinische Olefinwerke (heute Lyondellbasell)), für deren Tankschiffe besondere Vorrichtungen wie Flüssiggutlöschanlagen installiert sind. Er ist der umschlagsstärkste Kölner Hafen. Güter der Gruppe „Erdöl, Mineralölerzeugnisse, Gase“ sowie verschiedene chemische Produkte wie Säuren und Laugen sind mit 5 Mio. t (84 % des Gesamtumschlages) die wichtigste der dort umgeschlagenen Gütergruppen. Es folgen Salz (281.600 t), Kies (233.400 t) oder Feuchthydrat (203.600 t). Der Godorfer Hafen verfügt über 170.200 m² Landfläche und 192.900 m² Wasserfläche (53 %). Als einziger Kölner Hafen ist seine Wasserfläche größer als die verfügbare Landfläche. An vier Kränen und 17 Anlagen für flüssige bzw. gasförmige Gefahrgüter wurden 2011 insgesamt 3310 Schiffe mit einer Tonnage von 5.919,2 Mio. t be- und entladen.

### Rheinauhafen
Der Rheinauhafen (Rhein-km 686,2) hat seine Hafenfunktion bis auf den seit 1971 hier ansässigen Yachthafen vollständig verloren und ist heute ein Wohn-, Kultur- und Bürozentrum.

## Bedeutung
Das am 3. März 1988 verabschiedete Hafengesamtkonzept der Stadt Köln zielt als Grundlage für die wirtschaftliche Entwicklung der Kölner Häfen auf eine Intensivierung von zwei Haupthäfen (Niehl I und Godorf) ab und wies den Häfen Rheinau und Mülheim eine „nachrangige Bedeutung“ zu. Die Stadt Köln ist nach Duisburg der zweitgrößte Binnenhafenstandort Deutschlands, der größte deutsche Seehafen Hamburg hat im Jahr 2015 allerdings eine genausogroße Umschlagmenge im Binnenschiffsverkehr (12,4 Mio. t). Der Hafenumschlag von 12,4 Mio. t (2011) für 7000 Schiffe setzt sich insbesondere zusammen aus 4,8 Mio. t Erdöl/Gas/Mineralölprodukten (38 %), 4,1 Mio. t Fahrzeuge/Maschinen (33 %) und 1,8 Mio. t chemischen Erzeugnissen (14 %). Die Umsatzerlöse hieraus betrugen 10,6 Mio. Euro. Die Kölner Häfen weisen signifikante Abhängigkeiten zu einigen standortgebundenen Großanbietern auf mit dem Risiko von hohen Umschlagseinbußen bei Ausfall eines Großkunden. Das war bei dem Umzug der Esso-Raffinerie in Niehl 1985 und der Schließung der Chemischen Fabrik Kalk im Dezember 1993 (Deutz) der Fall. So bestreiten lediglich elf Unternehmen 80 % des Gesamtumschlags der Häfen. Obwohl die Kölner Häfen organisatorisch und betrieblich eine Einheit bilden, wirken sie durch ihre auf die individuellen Bedürfnisse der Wirtschaft zugeschnittenen Hafenanlagen als Einzelhäfen. Bis heute ist die Binnenschifffahrt, nicht zuletzt durch weiteren Ausbau und die manchmal umstrittene Modernisierung der Kölner Häfen, ein wichtiger Wirtschaftsfaktor der Stadt.